# Ptilobactrum
Ptilobactrum là một chi ruồi trong họ Syrphidae.